# Кучабський Володимир
о. Володимир Куча́бський (12 березня 1901, Підмонастир, Бібрецький повіт  — 9 червня 1945, Великі Глібовичі) — священник УГКЦ, катехит, науковець, письменник і редактор католицької преси. Брат Василя Кучабського (1895—1971) — військового та політичного діяча, полковника Армії УНР, історика державницької школи, доктора філософії та дійсного члена НТШ.

## Біографія
З 1911 до 6 червня 1921 освіта: Львів, закінчив Філію Академічної гімназії.
З вересня 1921 до 1922 освіта: Львів, Український (таємний) університет.
З 1923 до 1925 студент правничого (згодом — філософського) факультету Українського таємного університету у м. Львові.
1927—1931 навчання в Греко-Католицьку Богословську Академію у м. Львові.

### Військові роки життя
З листопада 1918 по грудень 1919 — стрілець Української Галицької Армії.
1920—1925 — член Української Військової Організації.
1921—1925 — член Проводу Української Краєвої Студентської Ради.
З 1925 до 1926 військове звання: строкова служба у Війську польському.

### Священиче служіння
Перед висвяченням взяв шлюб із Шлюб із Софією Емілією Райс (Головацькою) (нар. 29 травня 1909). У сан священика Кучабського висвятив митрополит Андрей Шептицький 16 липня 1933 року, першу свою Службу Божу отець відправив 23 липня. Як члена Українського Богословського Наукового Товариства, о. Ректор Йосиф Сліпий призначив Володимира Кучабського редактором богословських видань і адміністратором часопису «Дзвони» (1931—1933).
Обіймав парафії:
- 1934 — 1936 — парох села Великі Підліски
- 11 січня 1936 — 25 березня 1937 — парох села Підбірці (отримав парафію при сприянні о. Й. Сліпого)
- 1937 — 1939 — парох села Чорнушовичі
- 1941—1944 — священик Преображенської церкви (м. Львів) та секретар Богословської Академії УГКЦ
- З кінця 1944 року — парох села Великі Глібовичі (біля Бібрки)[2].

У вересні 1939 року емігрував до Кракова. Відмовився приєднатися до так званої «Ініціативної групи з возз'єднання Греко-Католицької Церкви з Російською Православною Церквою». Зазнав тиску з боку органів влади, що призвело до серйозного захворювання.
Помер від інсульту 9 червня 1945 року в Бібрці, похований на парафіяльному цвинтарі в гробівці о. Михайла Бобовника в Глібовичах Великих.

### Наукова і письменницька праця
Проявив себе як науковець (дослідження публікував у збірнику «Богословія») та письменник. Літературні твори вміщував у часописах «Літературно-Науковий Вісник», «Дзвони», «Календар…» та «Альманах Червоної Калини», «Нива», а також видавав окремими книжечками.

### Пам'ять
Парафіяни села Глібовичі Великі в 1995 році урочисто відзначили 50-річчя від дня смерті свого пароха. Архиєрейську Службу Божу та панахиду відслужив Владика Филимон (Курчаба) в супроводі 11-ти священиків.